# Estadio MHSK
El Markaziy Harbiy Sportklubi Army Stadium, comúnmente conocido como el Estadio MHSK era un estadio multiusos situado en la zona de Chilanzar, en Tashkent (Uzbekistán). Se utilizaba sobre todo para jugar partidos de fútbol y era el estadio del PFC Bunyodkor. 
El estadio fue construido en 1986, e inicialmente contaba con 21 000 localidades. Pero la reconstrucción llevada a cabo durante 2007 y 2008 redujo la capacidad a 16 000 personas.
El estadio fue completamente demolido en 2008-2009. En el solar donde se levantaba el estadio se construyó una nueva sede, el estadio Bunyodkor y la academia de fútbol.